# Adolph Moesch & Company
Adolph Moesch & Company war ein US-amerikanischer Hersteller von Automobilen.

## Unternehmensgeschichte
Das Unternehmen hatte seinen Sitz in Buffalo im US-Bundesstaat New York. 1896 stellte es Automobile her, die als Arrow Locomotor vermarktet wurden. Es ist nicht bekannt, wie viele Fahrzeuge hergestellt wurden.

## Fahrzeuge
Ein selbst hergestellter Einzylindermotor mit 3,5 PS Leistung war unter der Sitzbank montiert. Er trieb über Ketten die Hinterräder an. Die Höchstgeschwindigkeit war mit 24 km/h angegeben. Die vorderen Räder waren kleiner als die hinteren. Gelenkt wurde mit einem Lenkhebel. Die offene Karosserie des Phaetons bot Platz für zwei Personen.